# Lago Lungo (Lazio)
Il lago Lungo (noto anche come lago di Cantalice) è un lago del Lazio.

## Geografia fisica
Il lago si trova nella piana di Rieti nel Lazio, sotto il colle dove sorge il paese di Cantalice. Nonostante sia anche noto come lago di Cantalice, amministrativamente ricade nei territori comunali di Rieti e Poggio Bustone.
Riceve le acque da numerosi canali, ma il maggiore apporto è quello di un lago minore situato 300 metri più a sud, il lago di Fogliano. Il canale della Vergara fa defluire le acque del lago Lungo nel vicino lago di Ripasottile, il quale a sua volta scarica le proprie acque nel fiume Velino.

## Storia
Le rive nord-orientali del lago Lungo erano frequentate da un insediamento protostorico, che sorgeva nei pressi di una sorgente perenne (Fonte Giovannone). Questo insediamento è stato identificato recentemente nell’antica Carsula, città protostorica degli Aborigeni (mitologia), che si estendeva dalle sorgenti di Santa Susanna (nel comune di Rivodutri) fino al lago Lungo.
Oggi il lago Lungo, insieme al lago di Ripasottile, al lago di Ventina e al lago di Piediluco, è quanto rimane dell'antico lacus Velinus, in gran parte prosciugato.
Dal 1985 fa parte della Riserva parziale naturale dei Laghi Lungo e Ripasottile.